# Elroy Smith
Elroy Alexander Smith (Belmopan, 30 novembre 1981) è un calciatore beliziano, difensore del Belmopan Bandits e della nazionale beliziana.

## Carriera

### Club
Gioca dal 2002 al 2003 al Valley Pride. Dal 2004 al 2005 milita al Print Belize. Nel 2005 passa al New Site Erei. Nel 2006 si trasferisce al Wagiya. Nel 2007 viene acquistato dal Deportes Savio. Nel 2010 passa al Marathón. Nel 2011 torna al Deportes Savio. Nel 2012 si trasferisce al Vida. Nel 2013 passa alla Platense. Nel 2015 si trasferisce a titolo definitivo al Belmopan Bandits.

### Nazionale
Gioca con la Nazionale beliziana dal 2004.